# Mancornadas Lake
Mancornadas Lake är en sjö i Bolivia.   Den ligger i departementet Beni, i den nordvästra delen av landet, 600 km norr om huvudstaden Sucre. Mancornadas Lake ligger 165 meter över havet. Arean är 74 kvadratkilometer.
Runt Mancornadas Lake är det mycket glesbefolkat, med 2 invånare per kvadratkilometer.